# Борніти
Борніти (пол. Bornity, нім. Bornitt) — село в Польщі, у гміні Пененжно Браневського повіту Вармінсько-Мазурського воєводства.
Населення — 105 осіб (2011).
У 1975-1998 роках село належало до Ельблонзького воєводства.

## Демографія
Демографічна структура станом на 31 березня 2011 року:
|          | Загалом | Допрацездатний вік | Працездатний вік | Постпрацездатний вік |
| -------- | ------- | ------------------ | ---------------- | -------------------- |
| Чоловіки | 54      | 16                 | 35               | 3                    |
| Жінки    | 51      | 14                 | 26               | 11                   |
| Разом    | 105     | 30                 | 61               | 14                   |